# The Buildings by Daman
The Buildings by Daman est un gratte-ciel de 65 étages construit en 2014 à Dubaï. La hauteur de la tour est de 235 mètres. Elle abrite des résidences, un hôtel, et des bureaux. 